# Athrotaxis
Athrotaxis – rodzaj drzew z rodziny cyprysowatych obejmujący trzy gatunki występujące w zachodniej części Tasmanii (w tym jeden pochodzenia mieszańcowego). Rodzaj reprezentuje izolowaną, starszą grupę w obrębie rodziny. Poszczególne gatunki rosną na różnych siedliskach – A. cupressoides rośnie w górskich lasach w wyższych położeniach, A. selaginoides występuje w lasach na poziomie morza. Drzewa osiągają znaczny wiek – niektóre ponad tysiąc lat, rosnąc przy tym bardzo wolno. Pozyskiwane są dla drewna wykorzystywanego do wyrobu mebli i łodzi.

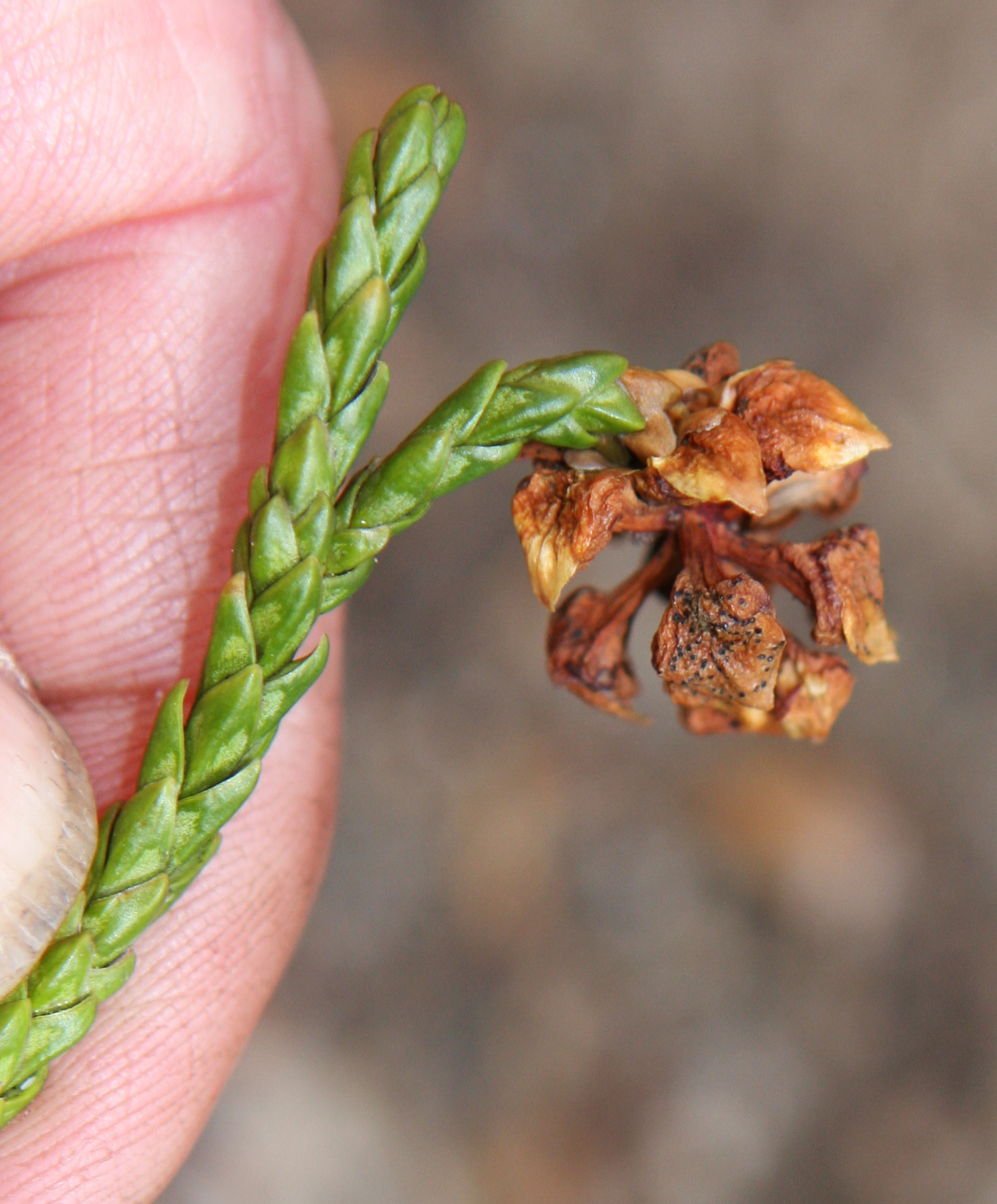
Szyszka Athrotaxis laxifolia

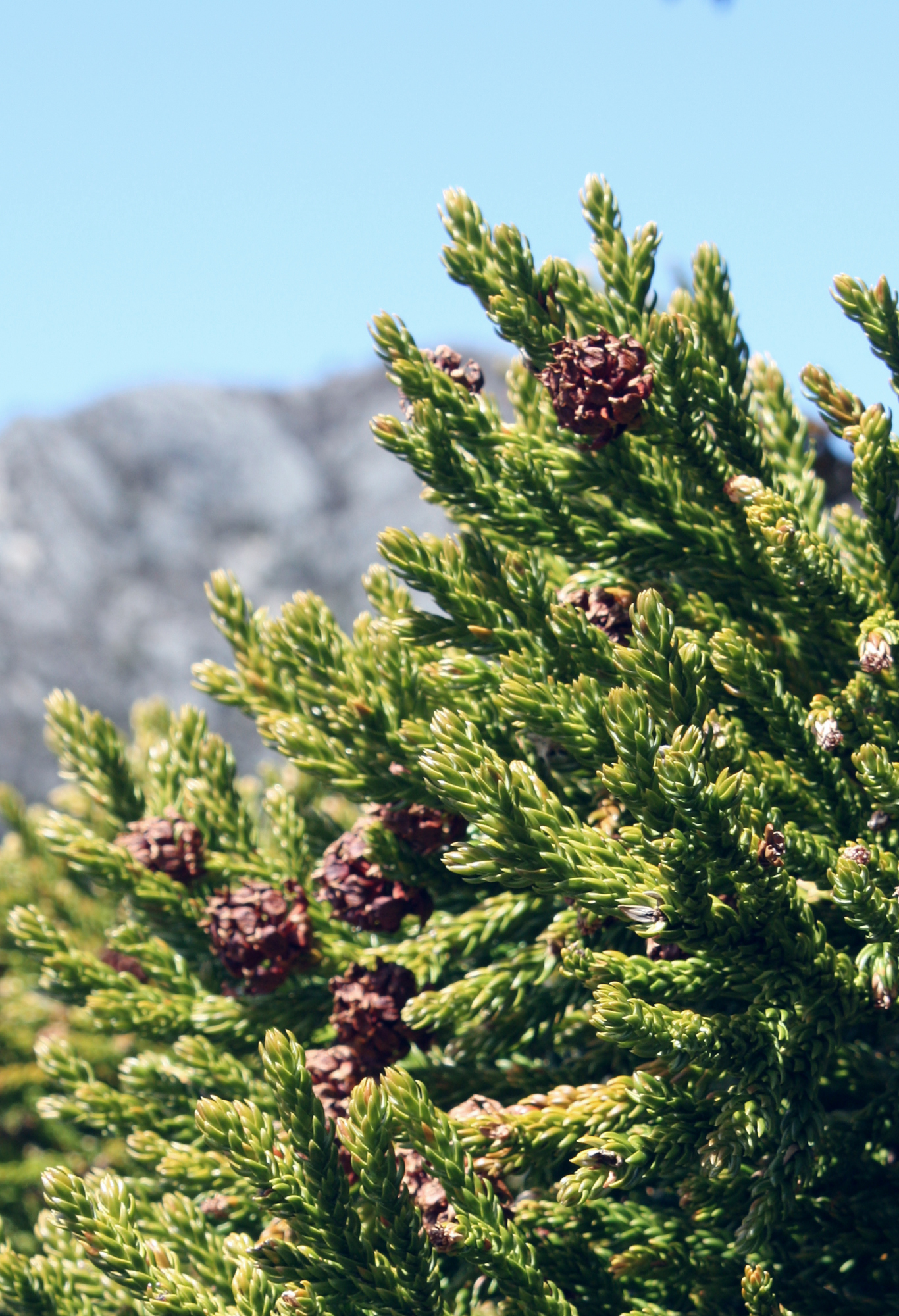
Pędy Athrotaxis selaginoides

## Morfologia
PokrójDrzewa osiągające do 40 m wysokości, z korą łuszczącą się w postaci wąskich, cienkich pasków. Końce gałązek rozpostarte, grube.
LiścieJednakowe, tęgie, łuskowate i przylegające do pędu (u A. cupressoides) lub lancetowate i odstające, osiągające do 12 mm długości (u A. selaginoides).
SzyszkiRośliny jednopienne. Szyszki męskie kotkowate, pojedynczo wyrastające na pędach, w pobliżu ich końców. Szyszki żeńskie drewniejące, kuliste, składające się z wielu (15–25) trójkątnych, ostro zakończonych łusek, dojrzewające w ciągu jednego roku. Osiągają od 1 do 2,5 cm średnicy.
NasionaRozwijają się po 3–6 na łuskach nasiennych, owalne i spłaszczone, po bokach z dwoma wąskimi skrzydełkami. Liścienie w liczbie dwóch.

## Systematyka
Do rodzaju należą następujące gatunki:
- Athrotaxis cupressoides D.Don
- Athrotaxis laxifolia Hook.
- Athrotaxis selaginoides D.Don